# Schönbrunn
Palača Schönbrunn  (nemško Schloss Schönbrunn) na Dunaju je eden izmed najpomembnejših avstrijskih kulturnih spomenikov in najbolj obiskana znamenitost Dunaja. Palača in vrtovi odsevajo okus, zanimanje in duhovni svet habsburških vladarjev, ki so dvorec od 18. stoletja do leta 1918 uporabljali kot poletno rezidenco. Od leta 1996 je uvrščena na Unescov seznam svetovne kulturne dediščine.

## Zgodnja zgodovina
Leta 1569 je Maksimilijan II. Habsburški, cesar Svetega rimskega cesarstva, kupil veliko močvirje pod vznožjem hriba med Meidlingom in Hietzingom na Dunaju, kjer je dal prejšnji lastnik leta 1548 postaviti dvorec z imenom Ketterburg. Vladar je ukazal, naj območje izsušijo in nanj naselijo divjad, kot so fazani, divje race, jeleni in divje svinje, za potrebe lova in zabavo dvorjanov. Na majhnem ločenem delu so naselili tedaj »eksotične« ptice, kot so purani in pavi. Prav tako so zgradili tudi več ribnikov. 
Ime Schönbrunn (nemško: lepi vodnjak) izvira iz arteškega vodnjaka, iz katerega so vodo pili dvorjani. Legenda pripoveduje, da naj bi vladar cesar Matija, ko ga je prvič zagledal, ves prevzet vzkliknil: »Kako lep vodnjak!«
V naslednjem stoletju so posest uporabljali predvsem za lov in rekreacijo. Posebej Eleonora Gonzaga, ki je oboževala lov, je rada hodila semkaj in je po smrti svojega moža Ferdinanda II. dala tu postaviti majhno rezidenco, v kateri je prebivala. Med letoma 1638 in 1643 je svojo palačo priključila Katterburgu. V leto 1642 datira tudi prvi pisni zapis imena Schönbrunn. Prvotna Schönbrunnska oranžerija izvira prav tako v čase Eleonore Gonzaga: tedaj so poročali, da so na Dunaj pripeljali »okoli sto italijanskih dreves«, da bi izpolnili željo italijanske dame, med njimi tudi dva ducata grenkih oranževcev (»Pomeranzen«).
Med turškim obleganjem leta 1683 so bile stavbe porušene in nikoli obnovljene.

## Sedanja palača
Za njegovo prvotno podobo je poskrbel arhitekt Johann Bernhard Fischer von Erlach, ki ga je po porazu Turkov leta 1683 najel cesar Leopold I. Zgledoval se je po palači francoskih kraljev Versailles. Leta 1696 je bila dokončana v slogu dekorativnega baroka. S svojimi 1441 sobami in dvoranami je glede na original relativno skromna. Kasneje je dodal svoj pečat v rokoko stilu dodal tudi Nikolaus Pacassi (1747).
V dvorcu je v letih 1805 in 1809 v najljubših sobanah Marije Terezije bival Napoleon Bonaparte; med letoma 1814 in 1815 pa je v njegovih prostorih potekal Dunajski kongres.

## Park Schönbrunn
Schönbrunn obkroža velik park, ki je bil dokončan leta 1770. Dvorni arhitekt Johann Ferdinand Hetzendorfer von Hohenberg se je pri zasnovi parka zgledoval po parkih francoskega kraljevega dvora. Brezhibno urejena drevesa in cvetlične gredice obkrožajo široke in dolge aleje, ki vodijo do okrasnih ribnikov, vodnjakov (npr. Neptunovega vodnjaka iz leta 1780, v katerem Tetis Neptuna prosi za pomoč pri potovanju svojega sina Ahila) in številnih skulptur.
Skupaj s parkom, prvim živalskim vrtom na svetu (na zahodnem delu parka; okoli 750 živalskih vrst) iz leta 1752 in drugimi pripadajočimi objekti je palača izreden primer »Gesamtkunstwerka«.

## Gloriette
Neoklasicistično steberno dvorano Gloriette na vrhu griča v kompleksu dvorca je leta 1775 dala postaviti Marija Terezija po zmagi nad pruskim kraljem Friderikom Velikim v bitki pri Kolinu (1757). Danes je v cesarski poletni obedovalnici kavarna, nekatere vrste vstopnic (npr. Classic Tour) pa omogočajo tudi dostop do razgledne ploščadi na vrhu.

## UNESCO
Edinstvenost baročnega gradu in parka je leta 1996 prepoznala tudi organizacija UNESCO in ga uvrstila na seznam svetovne kulturne dediščine.